# Reinhard Ring
Reinhard Ring (* 17. Dezember 1948 in Darmstadt)  ist ein deutscher Rhythmiklehrer und lehrte als Professor an der Hochschule für Musik, Theater und Medien Hannover (HMTMH) und am Zentralen Musikkonservatorium in Peking. 1992–2003 war er Präsident von La Fédération Internationale des Enseignants de Rythmique (FIER) und Schriftleiter des Journals Le Rythme Genf.

## Leben
Nach seinem Abitur in Darmstadt studierte Reinhard Ring in Berlin und Frankfurt a. M. Rhythmik, Pantomime, Komposition, Chorleitung, Klavier und Musikwissenschaft. 1973–1980 arbeitete er als Lehrer an der Staatlichen Fachschule für Sozialpädagogik in Berlin und wurde ab 1977 Studienrat. Von 1980 bis 1984 war er als erster hauptamtlicher Rhythmikdozent an der Akademie Remscheid tätig. Dazwischen hatte er Studien- und Lehraufenthalte in New York, Philadelphia und Reykjavík (Gastprofessur). 1984 wurde Ring zum Professor für Rhythmik an der Musikhochschule Hannover berufen. Zu seinem Forschungsgebiet gehören Bewegung und Musik in verschiedenen Kulturen, historischer Tanz und Rhythmiktheorie. Darüber hinaus ist er bei der internationalen Entwicklung der Rhythmik aktiv, wie im Institut Rhythmik Hellerau und im Institut Jaques-Dalcroze (Genf). Seit 2006 unterrichtet er als Gastprofessor im Zentralen Musikkonservatorium Peking regelmäßig.
Reinhard Ring ist verheiratet mit der Literaturwissenschaftlerin Weijie Ring.

## Internationale Kurs- und Vortragstätigkeit
Reinhard Ring hat bis jetzt in 19 Ländern unterrichtet. Dazu zählen sowohl europäische Länder wie Deutschland, Polen, Österreich, die Schweiz, Italien, Frankreich, England und Island, amerikanische Länder wie die USA und Argentinien, als auch asiatische Länder wie Japan, China und Taiwan. Zu China hat er eine enge Verbindung. Er unterstützt seit 2006 die Musikpädagogik in China. Seit 2020 ist er auch als Dozent für deutsche Aussprache in Hujiang language plattform in Shanghai tätig.

## Publikationen
Reinhard Ring hat zahlreiche Schriften veröffentlicht und ist auch als Herausgeber tätig. Sein Lexikon der Rhythmik zählt zum Standardwerk im Fach Rhythmik und Musikpädagogik.
Hier eine Auswahl der Veröffentlichungen:
Als Autor
- Solfege in the German Speaking Countries, Symposiumsbericht Hören, Wien, 2012
- Zur Entwicklung der Rhythmik – über L'évolution de la rythmique de M. Jaques-Dalcroze von Frank Martin 1928, Le Rythme 2009
- Die Beziehung von motorischem und musikalischem Handwerk, Ringvorlesung „Der musikalische Körper“, Dresden 2008
- Rhythmik – Paradoxien, in: Musik in und um Hannover – Peter Schnaus zum 70. Geburtstag (Hrsg. G. Katzenberger, S. Weiss) Hannover 2006
- Dalcroze versus Eurhythmics? in: Le Rythme 2005
- Meister – Methoden und Diplome – Auswirkungen einer Idee. In: Dokumentation zum internationalen Symposium Hellerau, Dresden 2003
- Mind Mapping Applied to Teaching, American Dalcroze Journal 2/2002 (auch auf Französisch und Schwedisch)
- Rhythmus – Tanz – Bewegung. Grundlagenbeitrag in der Zeitschrift Grundschule 9/2002
- Musik und Rhythmik im Kindergarten. In: Zukunft Kindergarten, Frankfurt 2002
- Beitrag zum Symposium „Kreativität im Tanz“, Dresden 2001
- Musiche e movimento nelle diverse culture (deutsch mit italienischer Kurzfassung) in: Musiche, Culture, Identità, Milano 2001
- Der Witz im Rhythmus. In: Ü&M 2001 Heft 1. S. 36–37 auch englisch, französisch und schwedisch
- How E. Jaques-Dalcroze Put Rhythm at the Center of His Work. In: Le rôle du rythme pour le développement humain. Actes du 3er Congrès International. Genf 2000
- Jaques-Dalcroze. In: New Grove Dictionary rev. Ed. 2000. London 2000
- Rhythmus und Rhythmik. In: Ü&M 2000 Heft 1. S. 23–29
- (zus. m.) Brigitte Steinmann: Lexikon der Rhythmik. Kassel 1997
- Rhythmus als Programm. In: MuB 1996 Heft 5
- (zus. m.) M.-L. Bachmann: Emile Jaques-Dalcroze und sein Erbe. In: Die Identität der Rhythmik Symposium. (auch frz.)
- Neue Wege im Musikunterricht – in: Rainer Mehlig / VdM. Gemeinsam musizieren. Dokumentation Musikschulkongreß ’93, Bonn 1994, S. 58–61
- Blätter zur Berufskunde. Diplom-Rhythmiklehrer/in. Bielefeld 1994 und 1998
- Wieder in den Rhythmus kommen. In: Praxis Spiel+Gruppe 1993 Heft 3. S. 122–126
- Das verklärte das reale und das beispielhafte Hellerau. In: Hellerau Symposium. (auch frz.) Remscheid 1993. S. 117–134
- Als Rhythmiklehrer bei der IG Metall. In: Rhythmik in der Erziehung 1992 Heft 1. S. 14–16
- (zus. m.) Brigitte Steinmann. Eine Ausbildung neben anderen. In: Rhythmik in der Erziehung 1991 Heft 2. S. 39–47
- Rhythmik. Die musikalische Bewegung. Solingen (Waldkauz)
- Musikwerke in Bewegung interpretieren – eine Rhythmik-Kunst. In: Bild-Musik-Bewegung. Remscheid 1989 S. 48–54
- Rhythmik im Spannungsfeld. In: SOZIAL 1989 Heft 3. S. 45–48
- Wohin mit den Bewegungsenergien bei Bach? In: MuB 1989 Heft 7 S. 388–390
- Der körperliche Zugang zur Musik. In: Motorik 1988 Heft 3. S. 90–94
- Gefragt: Vielseitigkeit und Substanz. In: Handbuch der Musikberufe. Regensburg 1988
- Schrittmuster von Suitentänzen. In: EPTA Dokumentation. Cloppenburg 1988 S. 31–36
- Bewegungserfahrungen. In: MuB 1988, Heft 6. S. 494–496
- (zus. m.) H. Kluth: Bewegungsphantasie. Remscheid 1981
- Musik. In: Wörterbuch Soziale Arbeit. Weinheim 1980. S. 318–319
- (zus. m.) H. Maier, W. Praml: Über ästhetische Erziehung mit Lehrlingen. In: deutsche jugend. 1972 Heft vom 9. September S. 417–429

Als Herausgeber
- Le Rythme 1909–1999. Quelques Réimpressions. Genf 1999
- (zus. m.) Margaretha Rohrbeck. Rhythmik in Europa
- Hellerau Symposion: Fragen zur Geschichte der Rhythmik. Remscheid 1993